# Baumanagement
Das Baumanagement hat die Funktion der Gesamtleitung und Organisation eines Bauvorhabens.

## Überblick
Ziel ist es, ein Bauprojekt so zu planen und abzuwickeln, dass die vereinbarten Termine und Kosten eingehalten werden und die Qualität des Bauwerks eine optimale Nutzung gewährleistet, und zwar unter vollständiger Berücksichtigung der ästhetischen, energetischen und ökologischen Anforderungen des Bauherrn und des Gesetzgebers.
Das Baumanagement unterscheidet sich wesentlich vom Bauherrenberater. Der Bauherrenberater vertritt nur im Rahmen seiner Beauftragung die Anliegen des Auftraggebers bzw. des Bauherrn. Eine der Hauptaufgaben des Baumanagements besteht darin, die reibungslose Realisation eines Bauvorhabens zu gewährleisten, in enger Zusammenarbeit mit dem Architekten, den Fachplanern und den Unternehmern. Kernstück eines übergeordneten Baumanagements ist die Projektsteuerung, die zur Realisierung der Qualitäten, Kosten und Termine von einem Auftraggeber eingesetzt wird.
Der übergeordnete Handlungsbereich des Baumanagements ist das Bauprojektmanagement es kann den gesamten Lebenszyklus eines Bauprojektes umfassen, d. h. von der Projektidee, der Planung, der tatsächlichen Baudurchführung, der Bewirtschaftung (Facilitymanagement) und des Rückbaus.

## Anforderungen
Gefordert sind ein fundiertes Fachwissen über alle Aspekte der Projekt- und Baurealisierung sowie eine große Erfahrung im Projektmanagement. Dies setzt eine solide Grundausbildung und langjährige Praxis, vorzugsweise in der Planung und Ausführung anspruchsvoller Bau- und Immobilienprojekte, voraus. Neben Fachkenntnissen sind aber auch persönliche Fähigkeiten wie Führungsstärke, Motivationstalent und ein Gespür für die Stärken und Schwächen einzelner Teammitglieder von großer Bedeutung.

## Aufgaben
Das Baumanagement ist der Vermittler zwischen dem Auftraggeber und den Auftragnehmern. Auf der einen Seite steht der Bauherr, allenfalls vertreten durch seinen Berater, auf der anderen Seite stehen zum Beispiel ein Generalplanerteam und natürlich die Unternehmer, welche das geplante Bauvorhaben im Werkvertragsverhältnis ausführen. Das Baumanagement umfasst die Steuerung aller Aktivitäten während der Planung und Realisierung eines Bauprojekts. Im Gegensatz zur industriellen Fertigung geht es beim Bauen meist um die Herstellung eines Unikats. Es gibt keine festgelegten Fertigungsprozesse, auf die man ein ums andere Mal zurückgreifen kann. Das Baumanagement muss sicherstellen, dass ein Bauprojekt möglichst effizient abgewickelt wird.
Unter Baumanagement lässt sich auch noch etwas anderes verstehen, nämlich die Vorwegnahme zukünftiger Bedürfnisse. Vorausgesetzt, das Baumanagement ist von Anfang an mit dabei, kann es nicht nur Ideen einbringen, die sich positiv auf den Bauverlauf auswirken, sondern auch solche, die zu einem größeren Handlungsspielraum führen, sollten sich
einzelne Wünsche und Bedürfnisse des Bauherrn erst zu einem späteren Zeitpunkt offenbaren. Hierbei ist eine gute Teamarbeit vonnöten, während der sich jedes Teammitglied auf seine Kernkompetenz beschränkt. Der Architekt ist und bleibt für die Auslegung und die Gestaltung des Gebäudes verantwortlich. Für die technische Umsetzung braucht es die
Fachplaner und für das Organisatorische eben das Baumanagement, der das Team begeistern und führen kann, der Aufträge erteilt und deren Erfüllung überwacht.

## Verschiedene Vertragsformen
Verschiedenste Auftragsformen haben wesentlichen Einfluss auf das Aufgaben- und Verantwortungsfeld des Baumanagements. Grundsätzlich sind für die Planung, die Leitung und die Ausführung eines Bauprojekts folgende Ausführungsarten beziehungsweise Vertragsformen möglich:
Einzelverträge

Mit jedem Planer wird ein separater Vertrag abgeschlossen. Die Leistungen und die Honorierung richten sich nach den Honorarordnungen (HOAI, SIA etc.) der Architekten, Bauingenieure und Fachingenieure der Haustechnik, Bauphysik, Statik etc. Jeder Planer haftet einzeln gegenüber der Bauherrschaft im Rahmen des geltenden Rechts, des abgeschlossenen Vertrags und der entsprechenden Honorarordnung.
Generalplanervertrag 

Die Bauherrschaft beauftragt einen Generalplaner, der für alle Planungsleistungen verantwortlich ist. Es besteht nur ein Vertragsverhältnis, dem alle beteiligten Planer verpflichtet sind. Anstelle der Einzelhaftung tritt die Globalhaftung aller Planer, wodurch sich die Situation des Bauherrn deutlich verbessert und dies nicht nur im Falle
eines Konfliktes.
General- oder Totalunternehmer-Werkvertrag

In der Regel garantiert der Generalunternehmer dem Kunden eine termingerechte und kostenverbindliche Ausführung des Bauvorhabens auf der Grundlage eines Pflichtenhefts und entsprechenden Planunterlagen. Für diese so genannte „garantierte Leistung“ beziehungsweise die damit verbundene zusätzliche Risikodeckung fordert der Generalunternehmer ein Zusatzhonorar. Es gibt verschiedene Formen solcher Generalunternehmer-Werkverträge. Bietet ein Generalunternehmer nebst der Bauausführung die Gesamtheit der Planungsleistungen an, so spricht man von einem Totalunternehmer.

## Bauprojektorganisation
Damit nun jeder der Baubeteiligten weiß, wo sein Platz ist und darüber hinaus welche Melodie er zu spielen und welchen Takt er einzuhalten hat, braucht es eine zweckmäßige Bauprojektorganisation. Diese aufzubauen und in Gang zu halten, ist vornehmliche Pflicht des Baumanagements. Bei unklaren Verhältnissen auf der Seite des Auftraggebers muss sich das Baumanagement dafür einsetzen, dass sich auch die Bauherrschaft zweckmäßig organisiert. Bei der Organisation des Planungsteams ist es wichtig, dass das Baumanagement die Rollen der einzelnen Planer richtig beurteilt und für eine rollengerechte Mitwirkung sorgt.

## Qualität am Bau
Die Bauqualität hängt von zahlreichen Faktoren ab und lässt sich auf vielfältige Weise beeinflussen. Auch Qualitätsmanagementsysteme kommen dabei zum Einsatz, so zum Beispiel die international gültige Qualitätsmanagementnorm DIN EN ISO 9000/9001 oder verschiedene spezielle Systeme wie beispielsweise das Zertifikat Planer am Bau des TÜV Rheinland oder Qualität am Bau der DEKRA. Dadurch lassen sich Schäden vermeiden – und jene, die trotzdem geschehen sind, können oft noch während der Bauzeit behoben werden. Es ist deshalb von größter Wichtigkeit, dass das Baumanagement das Qualitätsmanagement als integrierender Bestandteil seines Auftrages betrachtet. Folgende Maßnahmen bieten sich an:
- Aufbau einer gut funktionierenden Projektorganisation und Erstellen eines Projekthandbuches, welches über sämtliche Qualitätssicherungsmaßnahmen Auskunft gibt, die zur Gewährleistung eines störungs- und pannenfreien Projektablaufes vonnöten sind. Das Festlegen einer gegenseitigen Informationspolitik sowie einem gut funktionierenden Sitzungswesen erleichtert die Zusammenarbeit.
- Detaillierte Ermittlung marktkonformer Kosten aufgrund von Unternehmer- und Lieferantenangeboten sowie einer gründlichen Risikobewertung. Für Unvorhergesehenes empfiehlt es sich, eine angemessene Summe einzusetzen.
- Genaue Definition der Ziele und der Aufgaben sowie der Verantwortlichkeiten und Kompetenzen der Vertragspartner. Ein guter Vertrag berücksichtigt auch, dass sich die Rahmenbedingungen verändern können. Der Vertragsabschluss erfolgt erst nach vorheriger detaillierter Vertragsbesprechung, dann aber sofort. Die Bonität des Vertragspartners wird im Voraus abgeklärt Zu jedem Vertrag gehört eine vollständige Plandokumentation.
- Sorgfaltige Bereinigung des Baubeschriebs, der Detailstudien, der provisorischen Ausführungspläne, der Tragkonstruktionen, der Installationskonzepte und der Terminpläne, worauf eine gezielte Ausschreibung erfolgt. Bei der Arbeitsvergabe stehen die Fairness des Angebots und die Qualitäten der betreffenden Unternehmung im Vordergrund und nicht gute Beziehungen oder die Aussicht auf ein Gegengeschäft.
- Kontrolle der definitiven Ausführungspläne. Die Kosten, die Termine und die Ausführungsqualität werden laufend überwacht. Bei Mängeln wird rasch gehandelt. Die Mängelbehebung erfolgt – wenn immer möglich – vor Übergabe des Werks an den Bauherrn. Beim Abschluss einer jeden Arbeit wird ein klares Abnahmeprotokoll erstellt. Der Unternehmer oder Lieferant liefert ohne Zeitverzug eine vollständige Dokumentation mit den Revisionsplänen und der Schlussabrechnung. Diese nennt auch die Garantieverfalldaten.

## Studium
Baumanagement kann man in Deutschland an folgenden Hochschulen und Universitäten studieren:
- an der HAWK Hochschule für angewandte Wissenschaft und Kunst Hildesheim/Holzminden/Göttingen Fakultät Management, Soziale Arbeit, Bauen
- Hochschule RheinMain
- Hochschule Karlsruhe – Technik und Wirtschaft
- Bauhaus-Universität Weimar
- Hochschule für Technik und Wirtschaft Berlin, Fachbereich 2, Studiengang: ConREM
- Fachhochschule für angewandtes Management Neumarkt i.d. Opf.
- Bergische Universität Wuppertal im Fachbereich D Bauingenieurwesen mit angeschlossener Forschungseinrichtung Institut für Baumanagement (IQ-Bau, 1992 gegründet von Universitäts-Professor Claus Jürgen Diederichs)
- Professional School der Leuphana Universität Lüneburg: berufsbegleitender Master Baurecht und Baumanagement.
- Hochschule für angewandtes Management: Berufsbegleitender Studiengang Immobilien- & Baumanagement (Bachelor of Arts).
- BA-Glauchau, Bereich Wirtschaft, Baubetriebsmanagement (Bachelor of Arts)